# 梁芳 (明朝宦官)
梁芳（？年—？年），明朝宦官，明宪宗朝内侍，后贬南京御用監。

## 生平
梁芳贪黩阿谀奸佞，与韦兴勾结。谄媚万贵妃，天天进献美珠珍宝取悦万贵妃。他的同党钱能、韦眷、王敬等，争者以采办为名，出监地方上的大镇。成化帝以万贵妃之故，不加过问。李孜省、僧人继晓都通过梁芳接触皇帝，他们为奸谋利。他假傳旨意任官超过数千人，甚至有白衣平民升至太常卿的。
刑部员外郎林俊，因为弹劾梁芳和继晓，下狱。陕西巡抚郑时议论梁芳被黜，陕西民众哭送他。成化帝听闻後悔，斥责传奉官十人，六人下狱，下诏此后传旨授官的事情都得覆奏，但是没有归罪梁芳。
之后，成化帝视察内帑，见前朝七窖金子都用光了，对梁芳和韦兴说：“糜费帑藏，实由汝二人。”韦兴不敢对。梁芳说：“建显灵宫及诸祠庙，为陛下祈万年福耳。”成化帝不高兴：“吾不汝瑕，后之人将与汝计矣”。梁芳非常害怕，劝说万贵妃劝皇帝废太子朱祐樘，而立兴王朱祐杬。泰山地震，占卜的人说「应在东宮」。成化帝害怕，停止废立之计划。朱祐樘即位为明孝宗，梁芳谪居南京，后来下狱，韦兴也被斥退。正德初年，宦官们再次推荐韦兴司香太和山，兼分守湖广行都司地方。尚书刘大夏、给事中周玺、御史曹来进谏，明武宗不听。韦兴遂复用，而梁芳最终废死。

## 传記資料
- 《明史》宦官列传